# Ewa (woreda)
Pour les articles homonymes, voir Ewa (homonymie).
Ewa est un des 29 woredas de la région Afar, en Éthiopie.